# Семенюк Олександр Дмитрович
Олександр Дмитрович Семенюк (нар. 20 лютого 1987, Чернівці, УРСР) — український футболіст, нападник.

## Життєпис

### Клубна кар'єра
Вихованець футбольної школи «Буковина» (Чернівці). Перші кроки на професійному рівні робив у донецькому «Шахтарі» за третю та другу команди.
Більшу частину своєї кар'єри гравця провів у різних клубах першої та другої ліг українського футболу. Зокрема, в таких клубах як «Буковина» (Чернівці), «Нива» (Тернопіль) та «Енергетик» (Бурштин). У кожному з цих клубів ставав кращим бомбардиром команди. 
Виступав за київську «Оболонь» та її фарм-клуб. У 2015 році грав у канадській команді «Атомік Селектс» з міста Торонто.

## Досягнення
- Переможець Другої ліги України (1): 2009/10 (1-а ч. с.)
- Срібний призер Другої ліги України (1): 2007/08 (1-а ч. с.)